# Willamette (řeka)
Willamette (anglicky Willamette River) je řeka ve státě Oregon na západě USA. Je dlouhá 301 km. Povodí zaujímá plochu 28 700 km².

## Průběh toku
Řeka vzniká soutokem řek Coast Fork Willamette a Middle Fork Willamette, které stékají z Kaskádového pohoří, poblíž města Eugene a dále teče severním směrem přes hlavní město Oregonu Salem do Portlandu, na jehož severním okraji se vlévá zleva do řeky Columbia.

## Vodní režim
Průměrný roční průtok činí 960 m³/s.

## Využití
Vodní doprava je možná od ústí k městu Eugene. Na řece leží město Salem a v ústí námořní přístav Portland.